# Rivière du Nord (pochade)
Rivière du Nord est une pochade du peintre canadien ontarien Tom Thomson réalisée sur le motif dans le parc Algonquin. Elle est conservée au Musée des beaux-arts de l'Ontario.

## Méthode
Tom Thomson, dès 1912, visite le parc provincial Algonquin. Il fait souvent avec ses amis peintres de longs voyages dans les contrées sauvages de l'Ontario, et la nature devient ainsi sa principale source d'inspiration.
Il part également seul en forêt et en canoë sur les lacs avec son matériel de peintre au printemps et en été et ramène une multitude de pochades exécutées sur place sur carton ou bois de petites dimensions (celle de sa boîte servant à la fois de palette et de chevalet).
Ces pochades ne sont pas des esquisses à proprement parler mais des œuvres à part entière même si certaines comme celle-ci font l'objet ensuite d'un travail postérieur s'en inspirant car revenu dans son atelier de Toronto, Tom Thomson reprend en hiver ses meilleures vues à l'huile sur de grands châssis entoilés dans des techniques différentes.
Le peintre utilisera le même thème pour un tableau de grande taille réalisé en peinture à l'huile sur châssis intitulé du même titre (en anglais Northern River), conservé au Musée des beaux-arts du Canada à Ottawa.
|  | Comparaison des tailles |
|  | ----------------------- |
|  |                         |